# Такаши Касахара
Такаши Касахара (јап. 笠原 隆; 26. март 1918 — ?) био је јапански фудбалер.

## Каријера
Током каријере играо је за Кеио БРБ.

## Репрезентација
За репрезентацију Јапана дебитовао је 1940. године.

## Статистика
| Јапан  | Јапан | Јапан |
| Год.   | Ута.  | Гол.  |
| ------ | ----- | ----- |
| 1940   | 1     | 0     |
| Укупно | 1     | 0     |